# Smodicum depressum
Smodicum depressum là một loài bọ cánh cứng trong họ Cerambycidae.